# Aulacomerus apicalis
Aulacomerus apicalis – gatunek błonkówki z rodziny Pergidae.

## Taksonomia
Gatunek ten został opisany w 1990 roku przez Davida Smitha. Jako miejsce typowe podano peruwiańskie miasto Tingo María na wysokości 620 m n.p.m. Holotypem była samica.

## Zasięg występowania
Ameryka Południowa, znany jedynie z Peru.